# Rynarcice (Rudna)

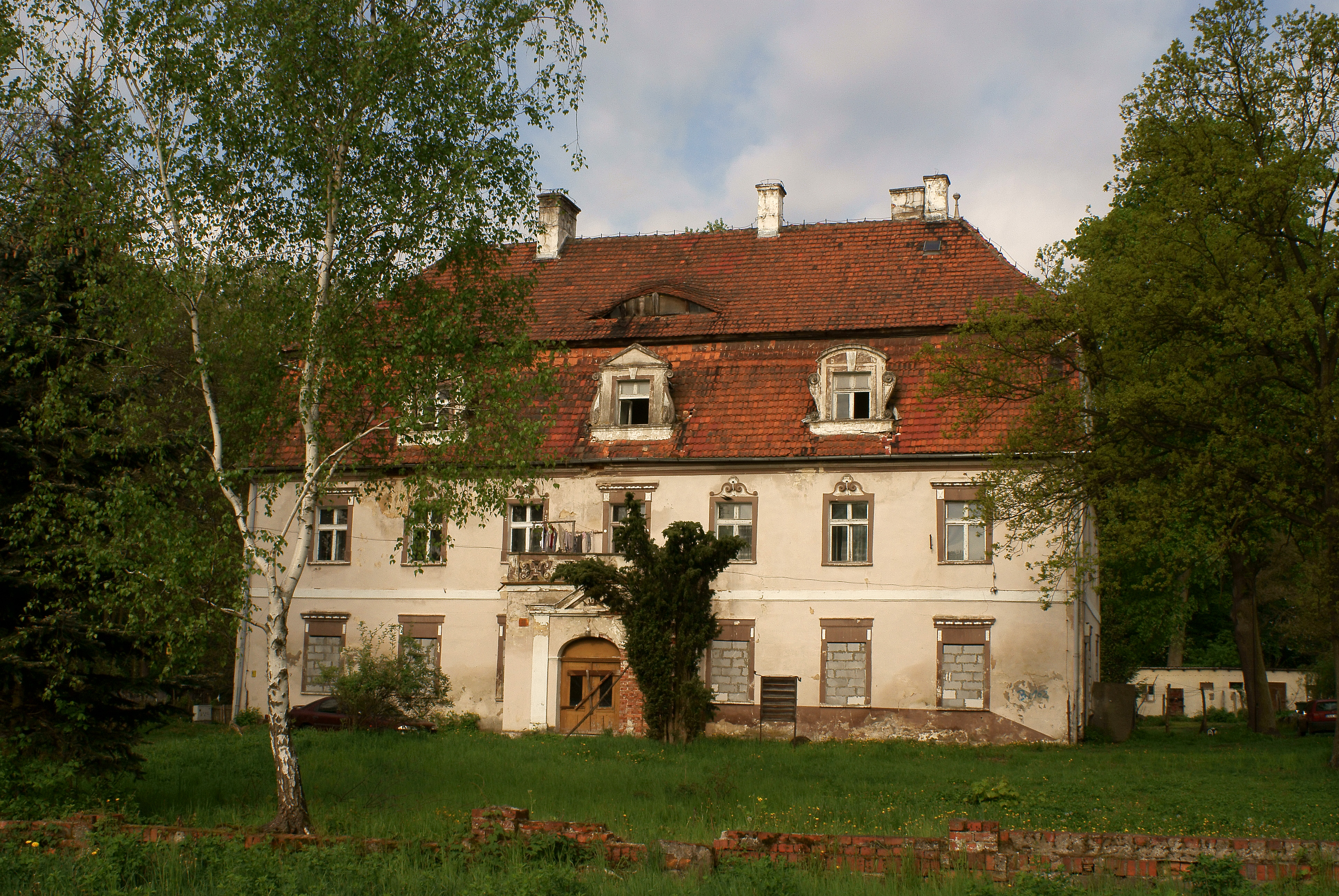
Schloss Groß Rinnersdorf

Rynarcice (deutsch Groß Rinnersdorf) ist ein Dorf in der Gemeinde Rudna im polnischen Powiat Lubiński der Woiwodschaft Niederschlesien.

## Geschichte
Der Ort wurde 1459 als Reynhartsdorf erwähnt. Nach dem Ersten Schlesischen Krieg fiel Groß Rinnersdorf 1741/42 mit dem größten Teil Schlesiens an Preußen und wurde in den Landkreis Lüben eingegliedert. Eigentümer war seit November 1841 ein Gutsbesitzer Britt. 
1845 zählte das Dorf 43 Häuser, ein Schloss, 322 Einwohner (vier katholisch und der Rest evangelisch), eine evangelische Pfarrkirche, eingepfarrt Groß- und Klein-Rinnersdorf, Koslitz mit Gehegemühle, Friedrichshuld, Weinbergshäuser, Eisenmost und Gühlichen, Katholische Kirche zu Raudten, zwei Wassermühlen, eine Ziegelei, eine Schmiede, sechs Handwerker und zwei Höcker.
Seit 1945 gehört der Ort zu Polen. Die deutsche Bevölkerung wurde in der Folgezeit, sofern sie nicht schon vorher geflohen waren, vertrieben. 1975–1998 gehörte Rynarcice zur Woiwodschaft Legnica. 

## Sehenswürdigkeiten
- Kirche St. Martin
- Schloss Groß Rinnersdorf

## Söhne des Ortes
- Otto von Schlieben (1875–1932), deutscher Jurist, Verwaltungsbeamter und Politiker.